# Garcia nutans
Garcia nutans är en törelväxtart som beskrevs av Vahl och Rohr. Garcia nutans ingår i släktet Garcia och familjen törelväxter. IUCN kategoriserar arten globalt som starkt hotad. Inga underarter finns listade i Catalogue of Life.